# Polyommatus enaemon
Polyommatus enaemon är en fjärilsart som beskrevs av Hem. Polyommatus enaemon ingår i släktet Polyommatus och familjen juvelvingar. Inga underarter finns listade i Catalogue of Life.